# Eulima exigua
Eulima exigua is een slakkensoort uit de familie van de Eulimidae. De wetenschappelijke naam van de soort is voor het eerst geldig gepubliceerd in 1902 door Marshall.